# HD 24305
HD 24305，又名CD-36 1476，SAO 194570、HR 1200，是一颗恒星，视星等为6.86，位于銀經238.24，銀緯-51.16，其B1900.0坐标为赤經3h 46m 53.5s，赤緯-36° -51.16′ 39″。